# Kimberly Beck (Schauspielerin)
Kimberly Beck  (* 9. September 1956 in Glendale, Kalifornien) ist eine ehemalige US-amerikanische Film- und Fernsehschauspielerin.

## Leben und Leistungen
Beck ist die Tochter der Schauspielerin Cindy Robbins (* 1937). In ihrer Jugend lebte sie mit ihrer Familie eine Zeit lang in Australien. Sie begann ihre Karriere als Kinderdarstellerin und spielte junge Nebenrollen in verschiedenen Filmprojekten wie Alfred Hitchcocks Marnie (1964) und Deine, meine, unsere (1968). Im jungen Erwachsenenalter spielte sie verschiedene Haupt- und Nebenrollen in Filmen wie Massaker in Klasse 13 (1976), Roller Boogie (1979) und Freitag der 13. – Das letzte Kapitel (1984). 
Neben ihrer Arbeit als Filmdarstellerin war Beck seit ihrer Kindheit auch fortlaufend als Fernsehschauspielerin aktiv. So war sie bereits als Neunjährige über einen längeren Zeitraum hinweg in der Seifenoper Peyton Place in einer Kinderrolle zu sehen. In den 1960er Jahren verkörperte sie in den Serien Lucas Tanner (von 1974 bis 1975), Westwind (von 1975 bis 1976) und Rich Man, Poor Man Book II (von 1976 bis 1977) größere Rollen. Von 1982 bis 1983 hatte sie in der Fernsehserie Capitol eine wiederkehrende Rolle (insgesamt 260 Folgen) inne. Zu diesen Engagements schlossen sich Gastauftritte in einzelnen Folgen diverser anderer Fernsehserien an, darunter General Hospital, Fantasy Island, Buck Rogers, Drei Mädchen und drei Jungen sowie Der Denver-Clan. 
Seit 1988 ist Beck mit dem Filmproduzenten Jason Clark verheiratet, mit dem sie zwei Söhne hat. Nach der Jahrtausendwende hat sich Beck weitestgehend aus dem Schauspielberuf zurückgezogen.

## Filmografie
- 1958: Torpedo los! (Torpedo Run)
- 1959: Geheimagent des FBI (The FBI Story)
- 1963: Vater ist nicht verheiratet (The Courtship of Eddie's Father)
- 1964: Marnie
- 1968: Deine, meine, unsere (Yours, Mine and Ours)
- 1976: Massaker in Klasse 13 (Massacre at Central High)
- 1977: Murder in Peyton Place (Fernsehfilm)
- 1978: Zuma Beach (Fernsehfilm)
- 1979: Roller Boogie
- 1984: Freitag der 13. – Das letzte Kapitel (Friday the 13th: The Final Chapter)
- 1985: Ich war seine Frau – und wurde sein Opfer (Deadly Intentions, Fernsehfilm)
- 1986: Mike Hammer (Mickey Spillane’s Mike Hammer, Fernsehserie, eine Folge)
- 1987: Traumfrau vom Dienst (Maid to Order)
- 1988: Im Rausch der Tiefe (The Big Blue)
- 1988: Maniac City (Nightmare at Noon)
- 1988: Das Gesetz ist der Tod (Messenger of Death)
- 1988: Helden USA 3 – Die Abrechnung (Private War)
- 1989: Schizomaniac (Playroom)
- 1990: Evil Blood (False Identity)
- 1991: Hilfe, Dinosaurier! (Adventures in Dinosaur City)
- 1992: Baby von der Bank (Frozen Assets)
- 1992: Schreie im Wald (In the Deep Woods, Fernsehfilm)
- 1994: Killing Zoe
- 1996: Independence Day
- 1999: The Secret Life of Girls
- 2009: Heidi auf 4 Pfoten (Heidi 4 Paws)